# Анівський міський округ
Ані́вський міський округ (рос. Анивский городской округ) — муніципальне утворення (міський округ) у складі Сахалінської області Російської Федерації.
Адміністративний центр — місто Аніва.

## Географія
Знаходиться в південній частині острова Сахалін.
Анівський міський округ прирівняний до районів Крайньої Півночі.

## Історія
Анівський район утворений 15 червня 1946 року, до цього його територія перебувала у складі губернаторства Карафуто Японії.
Станом на 2002 рік у складі району існували 1 міська адміністрація та 4 сільських округи:
| Адмінодиниця                   | Площа, км² | Населення, осіб (2002) | Склад                                                                           |
| ------------------------------ | ---------- | ---------------------- | ------------------------------------------------------------------------------- |
| Анівська міська адміністрація  | -          | 8084                   | місто Аніва                                                                     |
| Воскресенський сільський округ | -          | 1114                   | село Воскресенське, селища Благовіщенське, Петропавловське, Піщанське, Рибацьке |
| Огоньківський сільський округ  | -          | 625                    | село Огоньки, селище Високе                                                     |
| Таранайський сільський округ   | -          | 906                    | село Таранай, селища Зеленодольськ, Кириллово, Малиновка                        |
| Троїцький сільський округ      | -          | 4543                   | село Троїцьке, селище Міцулевка, Новотроїцьке, Успенське                        |

2005 року район перетворено в міський округ, однак у назві залишилось слово «район». 2012 року назву змінено на сучасну.

## Населення
Населення — 19569 осіб (2019; 17533 в 2010, 15272 у 2002).
| 2002    | 2009    | 2010    | 2011    | 2012    | 2013    | 2014    |
| ------- | ------- | ------- | ------- | ------- | ------- | ------- |
| 15 272  | ↗16 632 | ↗17 533 | ↗17 569 | ↗17 705 | ↗17 832 | ↗18 068 |
| 2015    | 2016    | 2017    | 2018    | 2019    |         |         |
| ↗18 370 | ↗18 872 | ↗19 439 | ↗19 657 | ↘19 569 |         |         |

## Населені пункти
| №  | Місто           | Населення, осіб (2002) | Населення, осіб (2010) |
| -- | --------------- | ---------------------- | ---------------------- |
| 1  | Аніва           | 8084                   | 9115                   |
| 2  | Благовіщенське  | 5                      | 7                      |
| 3  | Високе          | 171                    | 146                    |
| 4  | Воскресенське   | 283                    | 274                    |
| 5  | Зеленодольськ   | 41                     | 49                     |
| 6  | Кириллово       | 0                      | 0                      |
| 7  | Малиновка       | 0                      | 0                      |
| 8  | Міцулевка       | 234                    | 321                    |
| 9  | Новотроїцьке    | 483                    | 496                    |
| 10 | Огоньки         | 454                    | 443                    |
| 11 | Петропавловське | 436                    | 403                    |
| 12 | Піщанське       | 143                    | 121                    |
| 13 | Рибацьке        | 247                    | 248                    |
| 14 | Таранай         | 865                    | 743                    |
| 15 | Троїцьке        | 3374                   | 4729                   |
| 16 | Успенське       | 452                    | 438                    |